# حميد باسكيط
حميد باسكيط هو ممثل ومخرج أفلام وكاتب سيناريو ومنتج أفلام مغربي، تلقى تكوينه الأكاديمي في السينما بين المغرب وإيطاليا، وساهم في إنتاج عدة أفلام مغربية.

## مسيرته
تخرّج من المعهد العالي للفن المسرحي والتنشيط الثقافي بالرباط، وتلقّى تكوينه الأكاديمي والفني في إيطاليا، وهو ما مكنه من الاشتغال مع العديد من المبدعين المغاربة، والتعرف على الكثير من النجوم، والاحتكاك بكبار الممثلين والمخرجين والمنتجين الإيطاليين.
تقلّد باسكيط (وهو رئيس جمعية شمال جنوب لإنعاش السينما والفنون الدرامية، ورئيس اللجنة المنظمة لتضامن الفنانين) عددا من المناصب الإدارية، وجعل من سفره وإقامته في إيطاليا محفلا فنيا أثمر الكثير من المشاريع، كما عمل على تأسيس مدرسة تُعنى بتدريس الفن السينمائي بمدينة الدار البيضاء بالمجان، في مبادرة تربوية واجتماعية تساهم في صقل المواهب وتنمية المهارات الفنية لدى الشباب.
مثّل في عدة أفلام منها «صلاة الغائب» لحميد بناني، و«نساء... ونساء» لسعد الشرايبي. وأخرج عدة أفلام مثل فطومة وصمت الفراشات.
وعلى مستوى الإنتاج الوثائقي أنتج باسكيط عدة أعمال، منها الفيلمان الوثائقيان «الراقصة» و«رجاء بنت الملاح» لمخرجهما عبد الإله الجوهري.

## أعماله

### تمثيل
- 1995: صلاة الغائب
- 1997: نساء... ونساء
- 1995: المقاوم المجهول
- 1993: صلاة الغائب
- 1999: قصة وردة
- 2016: حياة بريئة
- 2014: عيد الميلاد
- 2018: وراء المرآة
- 2019: من رمل ونار

### إخراج
- 2004: فطومة
- 2005: المتاهة
- 2006: آخر صرخة
- 2018: صمت الفراشات

## جوائز
حصل فليمه صمت الفراشات بجائزة العمل الأول في مسابقة نور الشريف للفيلم العربي الطويل، ضمن فعاليات الدورة 34 لمهرجان الإسكندرية لسينما بلدان البحر الأبيض المتوسط. وتُوّج الفيلم أيضا بجائزة أحسن فلم بمهرجان روما للفيلم الإفريقي.

## وصلات خارجية
- حميد باسكيط على موقع IMDb (الإنجليزية)
- حميد باسكيط على موقع قاعدة بيانات الأفلام العربية
- حميد باسكيط على موقع ألو سيني (الفرنسية)
- حميد باسكيط على موقع قاعدة بيانات الفيلم (الإنجليزية)
- حميد باسكيط على موقع africultures